# Misumena platimanu
Misumena platimanu là một loài nhện trong họ Thomisidae.
Loài này thuộc chi Misumena. Misumena platimanu được Cândido Firmino de Mello-Leitão miêu tả năm 1929.